# Гучер, Кара
Кара Гучер (англ. Kara Goucher; родилась 9 июля 1978 года, Куинс, Нью-Йорк) — американская бегунья на длинные дистанции. Серебряный призёр чемпионата мира 2007 года на дистанции 10 000 метров. Участница Олимпийских игр 2008 и 2012 годов. Начиная с 2008 года стала выступать в крупнейших международных марафонах. Бронзовый призёр Бостонского марафона 2009 года.
Кара родилась в 1978 году в Нью-Йорке. Когда ей было 4 года, её отец трагически погиб под колесами автомобиля, управлявшегося нетрезвым водителем. Мать Кары вместе со своими тремя дочками была вынуждена уехать к своим родителям в Дулут, штат Миннесота, так как посчитала что не сможет вырастить детей одна.
После окончания средней школы Duluth East High School поступила в Колорадский университет в Боулдере, где успешно совмещала учебу на психолога с беговыми тренировками в университетской команде. В 2000 году Кара стала чемпионкой NCAA (студенческий чемпионат США) на дистанциях 3000 метров и 5000 метров. 
Там же, в студенческой команде университета Колорадо, Кара познакомилась со своим будущим мужем Адамом Гучером, также профессиональным бегуном, участником Олимпийских игр 2000 года в беге на 5000 метров. Их свадьба состоялась в сентябре 2001 года.
В течение нескольких лет после университета Кару преследовали различные травмы, не позволявшие ей раскрыть свой потенциал. Однако в 2007 году она наконец освободилась от них, смогла набрать свою лучшую форму и воплотить её в бронзовую медаль мирового чемпионата в Осаке на дистанции 10 000 метров (позднее после дисквалификации Эльван Абейлегессе к Каре перешла серебряная награда чемпионата мира). В том же 2007 году Гучер победила в одном из престижнейших полумарафонов мира — Great North Run, проводимом в Великобритании. Примечательно, что это было её первое участие в соревнованиях на дистанции более 10 км, а показанный результат 1 час 6 минут 57 секунд по сей день остаётся её личным рекордом в полумарафоне. 
В 2008 году Кара выиграла Millrose Games в беге на 1 милю. Прошла отбор и квалифицировалась для участия в Олимпиаде в Пекине. Её приоритетом была дистанция 10 000 м. С личным рекордом 30:55.16 она заняла 10-е место. Также Гучер поучаствовала и в олимпийском финале на 5000 м, где стала 9-й.
Несколько месяцев спустя Гучер дебютировала на марафонской дистанции. На знаменитом Нью-Йоркском марафоне, прошедшем 2 ноября 2008 года, она с результатом 2 часа 25 минут 53 секунды стала третьей. Впервые с 1994 года американская бегунья взошла на подиум в Нью-Йорке.
В следующем, 2009 году Кара одержала победу в Лиссабонском полумарафоне, стала третьей в Бостонском марафоне, а также заняла 10-е место в марафоне на чемпионате мира в Берлине, выиграла чемпионат США в беге на 5000 метров, Millrose Games в беге на 1 милю и Reebok Boston Indoor Games в беге на 3000 метров.
Сезон 2010 года Гучер пропустила из-за беременности и последовавших за ней в сентябре 2010 года родов сына Колтона Мирко. 
Вернулась к выступлениям Кара уже в начале 2011 года, её первыми стартами в качестве матери стали Аризонский полумарафон (январь 2011, второе место) и Нью-Йоркский полумарафон (март 2011, третье место).
В апреле 2011 года Гучер во второй раз преодолела дистанцию Бостонского марафона. С личным рекордом 2:24.52 она заняла пятое место. На Чемпионате США по лёгкой атлетике Кара финишировала второй в беге на 10 000 метров, а позднее на чемпионате мира в Тэгу стала 13-й в этой дисциплине.
Главной задачей на 2012 год для Гучер стало успешное выступление в марафоне XXX Олимпийских игр в Лондоне. На отборочном забеге в Хьюстоне Кара отобралась в команду США с третьим результатом (2:26.06), а на самой Олимпиаде заняла 11-е место с практически идентичным временем — 2:26.07.
В апреле 2013 года Гучер вновь выступила в Бостонском марафоне. С результатом 2:28.11 она стала шестой. Этот марафон был омрачён террористическим актом, приведшим к гибели 3 зрителей и ранениям ещё более 250 человек. В момент взрыва уже закончившая гонку Кара находилась в отеле вместе со своей семьей и не пострадала.
Работает аналитиком по лёгкой атлетике NBC Sports. 14 марта 2023 года в соавторстве с журналисткой Мэри Пилон выпустила книгу The Longest Race: Inside the Secret World of Abuse, Doping and Deception on Nike's Elite Running Team.

## Достижения
- 3-е место в Нью-Йоркском марафоне 2008 года — 2:25.53
- 3-е место в Бостонском марафоне 2009 года — 2:32.25